# Festus Mbandeka
Festus Katuna Mbandeka (* 20. Jahrhundert in Südwestafrika) ist ein namibischer Jurist und seit 2020 Attorney-General.
Mbandeka war zuvor in der freien Wirtschaft unter anderem als CEO der Kommunikationsregulierungsbehörde von Namibia (CRAN) seit September 2015 tätig. Davor war er bereits im Büro des Attorney-General beschäftigt und war Rechtsberater des Mobilfunkbetreibers MTC Namibia.
Mbandeka ist als Rechtsanwalt seit 1997 beim High Court zugelassen.